# NGC 7805
NGC 7805 (другие обозначения — PGC 109, UGC 12908, KCPG 602A, MCG 5-1-24, KUG 2358+311, ZWG 498.64, ARP 112, ZWG 499.36, MK 333, VV 226) — линзообразная галактика (SB0) в созвездии Пегас.
Этот объект входит в число перечисленных в оригинальной редакции «Нового общего каталога».